# Хемідіє
Хемідіє (перс. حميديه) — місто на південному заході Ірана, в остані Хузестан. Входить до складу шахрестана Ахваз.
Станом на 2006 населення становило 21 977 осіб.
Альтернативні назви: Хамад (Hamidiya), Аллах (Allāh), Іллах (Illah).

## Географія
Місто знаходиться на заході Хузестана, у центральній частині Хузестанської рівнини, на висоті 37 метрів над рівнем моря.
Розташований на відстані приблизно 25 кілометрів на північний захід від Ахваза, адміністративного центру остана і на відстані 540 кілометрів на північний захід від Тегерана, столиці країни.